# Syndicat français des artistes-interprètes
Pour les articles homonymes, voir SFA.
Le Syndicat français des artistes-interprètes (SFA) est un syndicat professionnel national ouvert à tous les artistes interprètes du spectacle (artistes dramatiques, chorégraphiques, lyriques, de variété, de cirque, des marionnettistes et des artistes traditionnels) exception faite des artistes musiciens instrumentistes et des chefs d'orchestre. Il est affilié à la Fédération nationale des syndicats du spectacle de l’audiovisuel et de l’action culturelle de la Confédération générale du travail (CGT), et à la Fédération Internationale des Acteurs.
Le SFA publie une revue trimestrielle, Plateaux, qui est envoyée à tous ses adhérents, ainsi qu'aux professionnels du spectacle.
Le SFA, par ses luttes, a obtenu :
- la présomption de salariat des artistes interprètes ;
- l'annexe spécifique assurance chômage ;
- la loi du 3 juillet 1985 reconnaissant des droits de propriété intellectuelle aux artistes interprètes ;
- le guichet unique.

## But
- Grouper l'ensemble des artistes interprètes pour la défense et l'amélioration de leurs intérêts professionnels, en allant à leur rencontre et en participant à des événements (Festival d'Avignon, festival mondial de la marionnette de Charleville-Mézières)
- Conclure avec les employeurs des conventions ou accords collectifs de travail, en siégeant au sein des Commissions Mixtes Paritaires
- Agir auprès des pouvoirs publics pour faire évoluer la loi et les règlements
- Faire respecter les droits professionnels de ses membres, à travers une permanence juridique qui accompagne les artistes dans les recours aux Prud'hommes
- Œuvrer à la solidarité professionnelle

## Revendications
Il revendique pour les artistes interprètes du spectacle, des droits :
- à un salaire décent

- à la sécurité sociale

- aux congés payés

- à l’assurance chômage

- à la formation professionnelle continue

- à la médecine du travail

- à la retraite

## Historique
- 31 mars 1890 : création de la Chambre syndicale des artistes dramatiques, lyriques, et musiciens ;
- 1899 : création de l'Association générale des artistes dramatiques et lyriques de France ;
- 1903 : création du Syndicat des artistes dramatiques[3] ;
- 16 mai 1917 : création de l’Union des artistes dramatiques et lyriques des théâtres français[4] ;
- 12 décembre 1922 : elle prend le nom d’Union des artistes dramatiques et lyriques de langue française[5] ;
- 1925 : elle devient l'Union des artistes dramatiques, lyriques et cinématographiques de langue française[6] ;
- 3 juillet 1936 : l'Union des artistes adhère à la Fédération nationale du spectacle CGT ;
- 1945 : elle devient Syndicat national des acteurs (SNA) ;
- 1952 : le SNA et la British Actor’s Equity fondent la Fédération internationale des acteurs (FIA) ;
- 1955 : le SFA participe à la création de l'Adami[7], société civile pour l'Administration des droits des artistes et musiciens interprètes ;
- Août 1957 : scission au sein du SNA et création par Gérard Philipe du Comité national des acteurs (CNA) :
- Juin 1958 : réunification dans le Syndicat français des acteurs (SFA) ;
- 1965 : création du Syndicat français des artistes-interprètes (SFA).

## Président, puis secrétaire général
- Juin 1958 - 26 avril 1959 : Gérard Philipe[8].
- 26 avril 1959 : Michel Etcheverry.
- 5 novembre 1963 - 1966 : Jean-Paul Belmondo[9].
- 1976 - 1982 : Robert Sandrey[10].

- ? - ? : Denys Fouqueray[11].